# Gavin Esler
Gavin William James Esler (ur. 27 lutego 1953 w Glasgow) – brytyjski i szkocki dziennikarz oraz pisarz.

## Życiorys
Kształcił się w George Heriot's School. W 1974 ukończył studia filologiczne w zakresie literatury angielskiej i amerykańskiej na University of Kent. Rok później uzyskał magisterium na Uniwersytecie w Leeds.
Profesjonalną karierę dziennikarską rozpoczął w dzienniku „Belfast Telegraph”. Od 1977 zawodowo związany z BBC, początkowo jako reporter w Irlandii Północnej. Był korespondentem w Waszyngtonie, a także szefem korespondentów w Ameryce Północnej. W 2003 zaczął prowadzić Newsnight w BBC Two, główny w tym kanale polityczny program publicystyczny; opuścił redakcję programu po jedenastu latach. W 2007 wyróżniony nagrodą Sony Gold Award za dokument radiowy Letters from Guantanamo.
W 2014 został kanclerzem University of Kent. Jako publicysta pisał regularnie m.in. w „The Scotsman”. Autor powieści: Loyalties (1990), Deep Blue (1993), The Blood Brother (1996), A Scandalous Man (2008) i Power Play (2010). Wydał też książki publicystyczne: The United States of Anger (1998) i Lessons from the Top (2012).
W 2019 związał się z nową polityczną inicjatywą pod nazwą Change UK.